# 羽犬塚町
羽犬塚町（はいぬづかまち）は、福岡県八女郡にあった町。現在の筑後市の一部。

## 地理
八女丘陵の西部、山ノ井川（藤島川）中流域に位置していた。

## 歴史
- 1889年（明治22年）4月1日 - 町村制の施行により、上妻郡熊野村、蔵数村、久富村、羽犬塚町、山ノ井村、徳久村が合併して村制施行し、羽犬塚村が発足[2][3]。
- 1896年（明治29年）4月1日 - 郡の統合により八女郡に所属[2][4]。
- 1909年（明治42年）- 水田村大字和泉（旧二川村）を編入し大字和泉を設ける[2]。
- 1915年（大正4年）1月1日 - 町制施行し羽犬塚町となる[2][3]。
- 1949年（昭和24年） 
  - 町立病院開院[2]（現筑後市立病院）
  - 5月28日 - 昭和天皇が羽犬塚中学校などに行幸（昭和天皇の戦後巡幸）[5]。
- 1953年（昭和28年）6月1日 - 八女郡岡山村の一部を編入[3]。
- 1954年（昭和29年）4月1日 - 八女郡水田村、古川村、岡山村（一部、前津・長浜）と合併して筑後市を新設し廃止された[2][3]。

## 交通

### 鉄道
- 1891年（明治24年）- 九州鉄道 久留米 – 玉名間（現鹿児島本線）が開通し、山ノ井に羽犬塚駅を開設[2]。
- 1903年（明治36年）- 馬車鉄道南筑軌道（羽犬塚 - 川崎村山内間）開通[2]。
- 1941年（昭和16年）- 南筑軌道廃止[2]
- 1945年（昭和20年）- 国鉄矢部線開通[2]